# SC Minerva 93 Berlin
SC Minerva 93 Berlin is een Duitse sportclub uit de hoofdstad Berlijn, meer bepaald het stadsdeel Moabit. De club is bekend voor zijn jeugdwerking. De club heeft vier heren en seniorenploegen, acht jeugdploegen en een damesploeg.

## Geschiedenis
De club werd op 11 mei 1893 opgericht als Berliner FC Minerva en fusioneerde in 1896 met Wilmersdorfer FC Frühling en nam zo de huidige naam aan. In 1899 kwam er een jeugdafdeling en in 1900 sloot de club zich aan bij de Verband Deutscher Ballspielvereine. In 1904 sloten de clubs Saxonia Berlin en Berolina Moabit zich bij de club aan.
In 1918 werd de club vicekampioen achter BFC Hertha 92. Vanaf de jaren twintig speelde de club in de Verbandsliga Berlin-Brandenburg, de toenmalige hoogste klasse. De club degradeerde in 1924. Na twee seizoenen promoveerde de club weer. De competitie heette nu Oberliga Berlin-Brandenburg en Minerva werd derde achter Hertha en TeBe. Het volgende seizoen werd de club vicekampioen achter TeBe in groep B.
Na nog enkele ereplaatsen zorgde de club in 1931/32 voor sensatie. Minerva werd groepswinnaar in groep A en telde drie punten meer dan Hertha. Deze club was zeven keer op rij kampioen van Berlijn geworden en stootte zes keer door naar de finale om de Duitse landstitel en was de voorbije twee jaar zelfs landskampioen. Hertha kon zijn titel dus niet verdedigen in de eindronde. De club moest in de Berlijnse eindronde wel nog TeBe laten voorgaan, maar was wel geplaatst voor de eindronde om de landstitel. In de eerste ronde werd de club met 4-2 verslagen door Bayern München.
In 1933 werd de Gauliga de nieuwe hoogste klasse in Duitsland. Na twee middenmoot seizoenen werd de club vicekampioen achter Berliner SV 92 in 1936. Het volgende seizoen degradeerde de club echter. Na één seizoen promoveerde de club terug en speelde de volgende jaren in de middenmoot. In 1944 werd de club laatste, na dit seizoen ging de club een tijdelijke fusie aan met Spandauer SV omwille van de Tweede Wereldoorlog en heette voor één seizoen KSG Minerva/SSV Berlin.
Na de oorlog werd de club heropgericht als SG Tiergarten en nam in 1949 opnieuw zijn historische naam aan. De Gauliga werd afgeschaft en vervangen door de Oberliga. In de Oberliga Berlin waren in 1945/46 vier reeksen en Tiergarten werd zesde in reeks C. Het volgende seizoen werden de vier reeksen samengevoegd en de club kwalificeerde zich hier niet voor. In 1948 promoveerde de club terug naar de Oberliga. Na één seizoen degradeerde Minerva, maar kon ook meteen terugkeren. Na enkele middelmatige seizoenen werd de club vicekampioen in 1954 achter Berliner SV 92. Twee jaar later werd Minerva opnieuw vicekampioen, deze keer achter Viktoria 89. Twee seizoenen later degradeerde de club. Minerva slaagde er niet meer in terug te keren naar het hoogste niveau en zakte langzaam weg in de anonimiteit.